# Klewianka
Klewianka [klɛˈvjanka] est un village polonais de la gmina de Goniądz dans le powiat de Mońki et dans la voïvodie de Podlachie. Il se situe à environ 6 kilomètres à l'est de Goniądz, à 10 kilomètres au nord de Mońki et à 47 kilomètres au nord-ouest de Bialystok. 